# كيدر بريس
كيدر بريس (بالإنجليزية: Kidder Breese)‏ هو ضابط أمريكي، ولد في 14 أبريل 1831 في فيلادلفيا في الولايات المتحدة، وتوفي في 13 سبتمبر 1881 في نيوبورت في الولايات المتحدة.